# Kaymaklı
Kaymaklı (también conocida Kaymakli) es una de varias ciudades subterráneas (Derinkuyu, Mazi y Özkonak) y abandonadas en la región de Capadocia, en Anatolia Central, Turquía. Se piensa que fue probablemente construida entre los siglos V y X. Aunque la falta de decoración y documentación hacen difícil fijar estas fechas, y ha sido ocupada por diversas culturas a través de los siglos. Su función principal era guarecer a los habitantes de la región en caso de invasiones. Su posición estratégica en el centro de la región de Capadocia (20 kilómetros al sur de Nevşehir), la hacía un refugio fácilmente alcanzable por los moradores.
La ciudad fue escarbada en el débil subsuelo ceniciento de Capadocia. Esta alcanzó un tamaño tal que podía recibir a cientos de personas, guareciéndolas por espacio de hasta seis meses. Tiene nueve niveles subterráneos descubiertos hasta ahora, de los cuales los cuatro superiores están abiertos al turismo. Los inferiores permanecen parcialmente obstruidos, o reservados para investigadores. Fue descubierta en 1964.
Tiene una sola entrada; pero una vez en el subsuelo, se extiende por 2,5 km². En el interior se encuentran áreas destinadas a almacenes de alimentos, establos, cisternas, cavas, cocinas, iglesias e inclusive sepulturas dispuestos en un laberinto de túneles y escaleras. En las cocinas, se aprecia que las paredes y el techo están impregnados de hollín. En las iglesias existen restos de los frescos que las adornaban.
La ciudad cuenta con pozos de ventilación. La entrada es protegida por una piedra en forma de disco que se hacía girar para bloquear el paso por completo, y que solamente podía hacerse girar desde dentro. Un segundo disco protege la ciudad, unos metros más adentro sobre el túnel de entrada: como "doble seguro" en caso de que la primera entrada fuese franqueada. Existe un túnel subterráneo en dirección a la vecina ciudad subterránea de Derinkuyu (situada a 9 km hacia el sur), aunque el túnel no ha sido completamente liberado por lo que no se sabe si en la práctica existía comunicación subterránea entre estos dos refugios.
Kaymaklı y su vecina Derinkuyu forman parte del conjunto Parque Nacional de Göreme y sitios rupestres de Capadocia elegido por la Unesco como Patrimonio de la Humanidad en el año 1985.